# Cedestis gysseleniella
Cedestis gysseleniella је врста ноћног лептира (мољца) из породице Yponomeutidae. 

## Опис
Распон крила је од 11 до13 мм. Глава и торакс су беличасте боје. Антене су тамносмеђе боје, прстенасте, краће од дужине предњег крила. Предња крила сиво-браон прошарана са две наранџасто-браон попречне траке и нејасном, подељеном траком према врху крила. Задња крила сива.  

## Распрострањење и станиште
Налази се у Европи и деловима Русије. Насељава борове шуме. У Србији је забележена у близини Чачка и на Пештерској висоравни.  

## Биологија
Адулти лете од јуна до августа, ноћу и долазе на вештачко светло. Ларве се хране биљком Pinus silvestris.  

## Синоними
- Oecophora gysselinella Duponchel, 1840